# مارتن توماس
مارتن توماس (بالإنجليزية: Martin Thomas)‏ (28 نوفمبر 1959 في المملكة المتحدة - ) هو لاعب كرة قدم بريطاني في مركز حراسة المرمى. شارك مع منتخب ويلز تحت 21 سنة لكرة القدم ومنتخب ويلز لكرة القدم. أما مع النوادي، فقد لعب مع أستون فيلا وبرمنغهام سيتي وتوتنهام هوتسبير وكارديف سيتي وكريستال بالاس ونادي ميدلزبره ونيوكاسل يونايتد ونادي بريستول روفيرز ونادي تشيلتنهام تاون لكرة القدم ونادي ساوثيند يونايتد.

## وصلات خارجية
- مارتن توماس على موقع قاعدة بيانات كرة القدم.إي يو (الإنجليزية)
- مارتن توماس على موقع عالم كرة القدم.نت (الإنجليزية)